# Уткин, Николай Иванович
Никола́й Ива́нович У́ткин (8 [19] мая 1780, Тверь — 5 [17] марта 1863, Санкт-Петербург) — русский рисовальщик и гравёр, представитель классицистической школы, один из крупнейших графиков александровской и николаевской эпох, педагог и музейный работник; мастер резцовой гравюры, портретист и иллюстратор. Академик (с 1814; ассоциированный член — «назначенный» с 1810) и заслуженный профессор (с 1839) Императорской Академии художеств, хранитель отдела эстампов в коллекциях Эрмитажа (1817—1860) и Академии художеств (1841—1854).

## Биография
Матерью Николая была дворовая девушка, отцом — Михаил Никитич Муравьёв. Но замуж его мать была выдана за камердинера И. С. Уткина. Вскоре после рождения будущего художника семья переехала в Санкт-Петербург. В 1785 году пятилетний крепостной мальчик получил вольную и был определён в воспитательное отделение при Императорской академии художеств.
Пройдя здесь предварительную школу рисунка, четырнадцатилетний Уткин, как выказавший большую способность к нему, был переведён в гравировальный класс академии под руководство сперва А. Я. Радига, потом С. Ф. Иванова и, с 1796 года, вызванного из Германии И. С. Клаубера.
Уткин быстро усваивал технику гравировального резца, не переставая вместе с тем совершенствоваться в рисовании.
В 1798 и 1799 годах он получил малую и большую серебряные медали за рисунки с натуры и при окончании академического курса в 1800 году за гравирование 18 изображений античных статуй, гравированных в одних контурах, был удостоен «аттестата со шпагой» и малой золотой медали. Это давало право остаться при академии в качестве пенсионера ещё на три года для выполнения программы на большую золотую медаль.
Оставленный при академии, Уткин гравировал портрет своего деда — сенатора Никиты Муравьёва (1801). Виньетка, нарисованная Репниным-Фоминым и выгравированная Уткиным, была приложена к альманаху Вольного Общества любителей словесности, наук и художеств «Свиток Муз», часть І, СПб. 1802 год. К этому периоду относятся ещё два рисунка: портрет отца художника М. Н. Муравьёва (1803), выполненный с оригинала Ж.-Л. Монье и предназначенный для гравирования, и портрет Александра I (около 1801) по оригиналу П. Э. Рокштуля.

### В Париже
За большой эстамп «Иоанн Креститель, проповедующий в пустыне» с эрмитажной картины Р. Менгса Уткин был награждён в 1802 году большой золотой медалью и правом на поездку за границу, которым он воспользовался в конце следующего года.
В Париже он поступил под руководство знаменитого Ш. К. Бервика, сначала занимаясь в мастерской своего нового учителя и работая над разными частными заказами, а потом, во время войны Наполеона с Россией, живя, как пленник, под полицейским надзором. В этот период им были исполнены гравюры «Эней, спасающий своего отца при разрушении Трои», с картины Доменикино, вошедшая в известное издание «Musée Français», и превосходный портрет князя А. Б. Куракина. Первое из этих произведений было выставлено в Парижском салоне 1810 году. Парижская академия наградила Уткина за этот эстамп, по приказанию Наполеона, золотою медалью, а император Александр I пожаловал ему перстень с бриллиантами; Петербургская академия дала ему титул назначенного в академики.
Ещё будучи в Париже был посвящён в масонство, затем продолжил членство в масонских ложах в Петербурге, был членом-основателем (1818 год) ложи «Орфей», а с 1819 года её секретарём.

### Возвращение в Санкт-Петербург
Портрет князя А. Б. Куракина, исполненный в 1812 году, доставил Уткину по его возвращении в 1814 году в Санкт-Петербург звание академика.
По смерти И. С. Клаубера в 1817 году Уткин занял его место как в Академии, так и в Императорском Эрмитаже, в котором покойный был хранителем эстампов. В следующем за тем году за портрет генералиссимуса Суворова Академия произвела его в советники, из которых за уничтожением этого звания в 1831 году он был переименован в профессора. В 1819 году художнику был пожалован титул гравёра Его Величества с жалованием по 3000 руб. в год.
В его лице русское искусство имело не только высокодаровитого художника, но и опытного наставника художников в области гравирования резцом — А. Я. Олещинского, Д. В. Андрузского, Ф. И. Иордана, К. Я. Афанасьева, А. А. Пищалкина, Е. И. Гейтмана, С. Л. Захарова, А. А. Збруева, Н. Н. Аберда и других.
В 1827 году было создано одно из наиболее замечательных его произведений, «Екатерина II на прогулке в Царскосельском парке», с оригинала В. Л. Боровиковского. На академической выставке 1836 года было выставлено шесть больших, превосходных портретов, награвированных им менее чем в три года, в том числе особенно мастерские портреты А. Н. Оленина и графа С. С. Уварова. Это была самая блестящая пора деятельности Уткина, упрочившая его славу: своим членом его признали несколько зарубежных академий — Стокгольмская (1820), Антверпенская (1827) и Дрезденская (1828). Высочайшие особы не раз выражали ему своё благоволение ценными подарками и другими знаками отличия. Императорская академия в 1840 году почтила его званием заслуженного профессора. Но с этих пор резец Уткина стал слабеть.
В 1845 году уже 65-летний художник принялся за гравирование картины В. К. Шебуева «Обедня св. Василия Великого» и, окончив эту работу только в 1856 году, произвёл эстамп, далеко уступающий прежним его произведениям.
Постепенный упадок сил заставил его передать заведование гравёрным классом в 1850 году и прочие должности своему любимому ученику Ф. И. Иордану.
В 1860 году праздновался пятидесятилетний юбилей художественной деятельности Уткина, причём Академия поднесла ему золотой экземпляр выбитой в его честь медали.
После этого Уткин сел за работу, начатую ещё в 1819 году: воспроизведение картины Бронзино «Святое Семейство». Эту работу он закончил перед самой своей кончиной, последовавшей в 1863 году.
Был похоронен на Смоленском православном кладбище; в 1936 году прах и надгробие (по проекту архитектора Александра Бруни с бюстом работы Григория Дурнова) были перенесены в Александро-Невскую лавру на Тихвинское кладбище — Некрополь мастеров искусств.

## Творчество
Всех произведений Уткина насчитывается до 224. Среди них важнейшими должно признать портреты, значительно превосходящие достоинством его гравюры исторического содержания. Уткину принадлежат портреты Михаила Десницкого (1799), И. А. Крылова и Е. С. Семёновой (оба 1816; с рисунков О. А. Кипренского), А. В. Суворова (1818, с оригинала И. Г. Шмидта), Н. М. Карамзина (1818, с оригинала А. Г. Варнека), А. С. Пушкина (1827 и 1838, оба по оригиналу Кипренского), графа А. А. Аракчеева с оригинала Г. Вагнера и многие другие. Создал 20 гравюр с медальонов Ф. П. Толстого, посвященных Отечественной войне 1812 года. Прелестны также многие из тонких, красивых по штриху виньеток, вышедших из-под его резца.
Уткин неоднократно изменял свою манеру, но постоянно возвращался к систематичной, изящной технике своего учителя, Клаубера. Заимствуя приёмы резца от других мастеров, он не подражал им слепо, а перерабатывал их по-своему, сообразно с характером воспроизводимого сюжета и веществом представленных в нём предметов — гравировал иначе лица, иначе бархат, шёлк и прочие аксессуары, причём в лучшую свою пору достигал до поразительной колоритности и гармоничности целого. Превосходный рисунок, блестящий твёрдый штрих, проложенный без излишества и с правильным расчётом, вкус всего исполнения, — таковы достоинства важнейших из произведений Уткина.

## Адреса в Санкт-Петербурге
1820 год — дом Е. Ф. Муравьёвой — набережная реки Фонтанки, 25.

## Образ в искусстве
Портрет Н. И. Уткина, исполненный в 1846 году Августом Петцольдом (карандаш, чёрный мел; 294×234 мм), хранится в Кабинете гравюры в Дрездене.